# Onthophagus zumpti
Onthophagus zumpti är en skalbaggsart som beskrevs av Frey 1954. Onthophagus zumpti ingår i släktet Onthophagus och familjen bladhorningar. Inga underarter finns listade i Catalogue of Life.